# Sint-Lievens-Esse
Sint-Lievens-Esse is een dorp in de Belgische provincie Oost-Vlaanderen en een deelgemeente van Herzele, het was een zelfstandige gemeente tot aan de gemeentelijke herindeling van 1977. De plaats ligt in de Denderstreek. Ten noorden loopt de Molenbeek-Ter Erpenbeek. Op 3 september 1944 vond de slag bij Wijnhuize er plaats aan kruispunt 't Schipken op de grens met Steenhuize-Wijnhuize.

## Bezienswaardigheden
- De Sint-Martinuskerk. De oude kerk werd gesloopt in 1774; de nieuwe werd ingewijd in 1856. Het kerkorgel is van Van Pethegem en dateert van 1782.
- De dorpskom van Sint-Lievens-Esse is geklasseerd als beschermd dorpsgezicht. De kiosk wordt gerestaureerd op initiatief van de dorpsraad.[1]
- De Sint-Livinusbron
- De Sint-Livinuskapel

## Natuur en landschap
Sint-Lievens-Esse ligt in de Vlaamse Ardennen op een hoogte van 30-90 meter. In het noorden loopt de Molenbeek-Ter Erpenbeek in noordoostelijke richting. Direct zuidelijk van het dorp ontspringt de Mussenbeek die in oostelijke richting stroomt.

## Demografische ontwikkeling
- Bronnen:NIS, Opm:1831 tot en met 1970=volkstellingen; 1976 = inwoneraantal op 31 december

## Evenementen
Elke 50 jaar worden ter gelegenheid van de dood van Sint-Livinus, patroonheilige van de gemeente, de Sint-Livinusfeesten gehouden, net zoals in de gemeente Sint-Lievens-Houtem. De eerste vonden plaats in 1857, en vervolgens elke 50 jaar. Brouwerij Van Den Bossche brouwt onder andere Pater Lieven, een bier dat de eerste keer werd gebrouwen ter gelegenheid van de Sint-Livinusfeesten in 1957.
Ook kent Sint-Lievens-Esse nog een oud lentefeest, de Walmkenbrand, iedere eerste zaterdag na Aswoensdag.
De kermissen vinden plaats op de laatste zondagen van april en september.

## Bekende Essenaar
Michel Vangheluwe, drijvende kracht achter Ishtar, de groep die België in 2008 vertegenwoordigde op het Eurovisiesongfestival met het nummer "O Julissi".

## Toerisme
Door dit dorp loopt onder meer de Denderroute zuid.

## Nabijgelegen kernen
Wijnhuize, Steenhuize, Grotenberge, Herzele, Woubrechtegem, Sint-Antelinks